# Attagis malouinus
Attagis malouinus е вид птица от семейство Thinocoridae.

## Разпространение
Видът е разпространен в Аржентина и Чили.